# Pommerby
Pommerby ist eine Gemeinde im Kreis Schleswig-Flensburg in Schleswig-Holstein. Die Gemeinde ist ein staatlich anerkannter Erholungsort.

## Geographie

### Geographische Lage
Das Gemeindegebiet von Pommerby erstreckt sich im Osten des Naturraums Angeln (Haupteinheit Nr. 700) an der Küste der offenen Ostsee östlich der Geltinger Bucht. Nördlich der Gemeinde liegt das Vogelschutzgebiet Geltinger Birk.

### Ortsteile
Börsby (dänisch: Børsby), Falshöft (Fovlshoved, größter Teil unter Nieby), Gammeldamm (Gammeldam), Golsmaas (Golsmose), Langfeld (Langmark), Mühlenbrück (Møllebro), Niedamm (Nydam), Sibbeskjär (Sibbeskjær) und Wattsfeld (Vadsmark) liegen im Gemeindegebiet.

### Nachbargemeinden
Unmittelbar angrenzende Gemeindegebiete von Pommerby sind:
|         | Nieby                                       |  |
| Gelting | Kompassrose, die auf Nachbargemeinden zeigt |  |
|         | Hasselberg, Kronsgaard                      |  |

## Geschichte
Pommerby wurde 1409 erstmals erwähnt und gehörte als Meierhof zu Gut Rundhof (Grumtoft) im Herzogtum Schleswig (Südjütland). Kirchlich gehörte es zum Kirchspiel Gelting. Die Ortsteile Gammeldamm und Niedamm gehörten zum Gut Düttebüll (Dyttebøl), Börsby zu Gut Buckhagen (Bukhavn). Die Güter bildeten bis 1853 eigene Untergerichtsbezirke, dann übernahm die Kappelerharde diese Funktion. Mit dem Übergang zu Preußen nach dem Deutsch-Dänischen Krieg übernahm 1867 schließlich das neue Amtsgericht in Kappeln die Gerichtsfunktion. Seit der Einführung der preußischen Landgemeindeordnung 1867 bildete Pommerby eine eigenständige Landgemeinde. Während die meisten Nachbargemeinden in der Zwischenzeit zu größeren Einheiten zusammengeschlossen wurden, blieben die Grenzen der kleinen Gemeinde Pommerby bis heute unverändert.

## Politik

### Gemeindevertretung
Bei der Kommunalwahl am 14. Mai 2023 wurden insgesamt sieben Sitze vergeben. Von diesen erhielt die Wählergemeinschaft Pommerby vier Sitze und die CDU drei Sitze.

### Wappen
Blasonierung: „Über blauem Wellenschildfuß, darin eine übereck gestellte silberne Egge, in Gold ein wachsender, von Rot und Silber dreimal geteilter Leuchtturm mit zwei umlaufenden Galerien unterhalb des spitzen Helms.“

## Wirtschaft
Die Wirtschaft in der Gemeinde wird überwiegend von der Urproduktion der Landwirtschaft und vom Tourismus geprägt.

## Sehenswürdigkeiten
In der Liste der Kulturdenkmale in Pommerby stehen die in der Denkmalliste des Landes Schleswig-Holstein eingetragenen Kulturdenkmale.
Der 1910 errichtete Leuchtturm Falshöft ist 28 m hoch. Von der Gemeinde wird er unter anderem als Trauzimmer genutzt. Seit 2019 enthält er auch ein maritimes Museum.

## Söhne der Gemeinde
- Peter Friderich Quaade (1779–1850), dänischer Generalmajor
- Georg Asmussen (1856–1933), Heimatschriftsteller, an den im Dorfmuseum gedacht wird
- Otto Johannes Nöhren (1899–1957), Ministerialbeamter und langjähriger Mitarbeiter von Ludwig Erhard - im Bonner Bundeswirtschaftsministerium -